# Araz Supermarket
O Supermercado Araz é uma cadeia de supermercados que vende no Azerbaijão. É o maior estabelecimento de varejo do Azerbaijão em termos de número de lojas e faturamento anual.

## História
A Rede Araz Supermercados iniciou suas atividades em 2011 com 4 lojas.
O principal princípio da Araz é entregar ao consumidor alimentos básicos e consumíveis com alta qualidade e o preço mais acessível. Araz, um dos primeiros representantes do modelo supermercadista no Azerbaijão, possui mais de 600 produtos em seu portfólio, além de oferecer diversos produtos de marca própria e nacional aos seus clientes.
A Araz Supermarkets Chain atende a mais de 170 lojas em todo o Azerbaijão a partir de janeiro de 2022. Araz também é membro do “Consumer Goods Forum” - (Consumer Goods Forum).
A empresa, que é sensível à proteção ambiental, introduziu sacolas ECO feitas de milho e batata para uso de longo prazo aos consumidores em 2019.
Supermercado Araz colabora com Bancos de Reconstrução e Desenvolvimento.
Araz Supermarket LLC foi premiada como “Retalhista de Alimentos e Bebidas do Ano” no Azerbaijão pela “Retail Asia” e “Singapore Retailers Association” (SRA) e recebeu o “Retail Asia Awards-2021”.